# ジョージ・メレディス
ジョージ・メレディス（George Meredith, 1828年2月12日 - 1909年5月18日）は19世紀イギリスの小説家。

## 概要
イングランド南岸・ポーツマス生まれ。1849年、彼が21歳のとき、詩人トーマス・ラブ・ピーコックの娘メアリー（当時30歳の未亡人）と結婚するが、その9年後に妻メアリーは画家のヘンリー・ウォリスと駆け落ちしてしまう。この体験をもとに『リチャード・フェヴェレルの試練』を書いて小説家として成功した。
1864年、36歳のときにマリーと再婚しサリー・ボックスヒルに転居し幸福な家庭生活を送ったが、晩年は多病のうえ聴覚の衰えに悩まされた。
代表作は1879年に発表された『エゴイスト』で、絢爛たるヴィクトリア朝式の文体を駆使して、ウィットあふれる心理喜劇風の作品を多く残した。
早くに坪内逍遙や夏目漱石が日本に紹介し、特に初期の漱石作『虞美人草』などに深い影響を与えている。

## 著作
小説（訳）
- The Shaving of Shagpat (1856)
  - 皆川正禧訳「シャグパットの毛剃」-『ゴシック名訳集成2　暴夜幻想譚』学研M文庫 2005（電子書籍で再刊）

※初訳版： ペイター「享楽主義者メイリアス」工藤好美訳（國民文庫刊行会 1927）、下巻後半に収録。
- Farina (1857)
- The Ordeal of Richard Feverel (1859)
  - 『リチャード・フィーバレルの試練』多田稔・桂文子訳 英潮社 1993　
  - 『リチャード・フェヴェレルの試練』菊池勝也訳 松柏社 1999　
  - 『リチァード・フェヴェレルの試練 父と息子の物語』東峰正志訳 近代文藝社 2009
- Emilia in England (1864) ※Sandra Belloniとして(1887)に再版
- Rhoda Fleming (1865)
- Vittoria (1867)
- The Adventures of Harry Richmond (1871)
- Beauchamp's Career (1875)
  - 『ビーチャムの生涯』菊池勝也訳 松柏社 2024
- The House on the Beach (1877)
- The Case of General Ople and Lady Camper (1877)
- The Tale of Chloe (1879)
- The Egoist (1879)
  - 『我意の人』上下、平田禿木訳 國民文庫刊行会 1917-18
  - 『エゴイスト 自我狂』上下、繁野天来訳 冨山房百科文庫 1938
  - 『エゴイスト』上下、朱牟田夏雄訳、岩波文庫 1978、復刊1993、2003
    - 「エゴイスト　世界文学全集62」朱牟田夏雄訳、講談社 1980　

  - 『エゴイスト　物語仕立ての喜劇』上下、荻野昌利訳、大阪教育図書 2023
- Evan Harrington (1861)
- The Tragic Comedians (1880)
- Diana of the Crossways (1885)
- One of our Conquerors (1891)
- Lord Ormont and his Aminta (1894)
- The Amazing Marriage (1895)
- Celt and Saxon (1910)
- 『アクリスの剣』伊藤貴麿訳 井元水明絵 童話春秋社 1940 - 児童書
- 『谷間に慕う・浮世の愛慾』浜四津文一郎訳 北星堂書店 1958 - 短編集

原題:Love in the valley and modern love

### 詩
- Poems (1851)
- Modern Love (1862)
- Poems and Lyrics of the Joy of Earth (1883)
- The Woods of Westermain (1883)
- A Faith on Trial (1885)
- Ballads and Poems of Tragic Life (1887)
- A Reading of Earth (1888)
- The Empty Purse (1892)
- Odes in Contribution to the Song of French History(1898)
- A Reading of Life (1901)
- Last Poems (1909)

### エッセイ・和訳
- Essay on Comedy (1877) 「喜劇論」

『喜劇の研究 並びに喜劇的精神の使用』外山卯三郎訳 原始社 1928
『喜劇論』相良徳三訳 岩波文庫 1935、改訳版1953、復刊1995 ISBN 978-4003223536
『喜劇論　付エゴイスト序章』原公章訳 音羽書房鶴見書店 2022